# Shinnosuke Hatanaka
Shinnosuke Hatanaka (jap. 畠中 槙之輔, Hatanaka Shinnosuke; * 25. August 1995 in Yokohama, Präfektur Kanagawa) ist ein japanischer Fußballspieler. 

## Karriere

### Verein
Shinnosuke Hatanaka erlernte das Fußballspielen in der Jugendmannschaft von Tokyo Verdy. Hier unterschrieb er 204 auch seinen ersten Profivertrag. Der Verein, der in der Präfektur Tokio beheimatet ist, spielte in der zweithöchsten Liga des Landes, der J2 League. Von 2014 bis 2015 spielte er viermal in der J.League U-22 Selection. Diese Mannschaft, die in der dritten Liga, der J3 League, spielte, setzte sich aus den besten Nachwuchsspielern der höherklassigen Vereine zusammen. Das Team wurde mit Blick auf die Olympischen Sommerspiele 2016 in Rio de Janeiro gegründet. Die Auswahl der Spieler erfolgte auf wöchentlicher Basis aus einem Pool, für den jeder Verein förderungswürdige Talente benennen konnte; die Zusammensetzung der Mannschaft variierte daher sehr stark von Spiel zu Spiel. Die Saison 2016 wurde er an den Ligakonkurrenten FC Machida Zelvia ausgeliehen. Für Machida absolvierte er 29 Zweitligaspiele. Im August 2018 unterschrieb er einen Vertrag beim Erstligisten Yokohama F. Marinos in Yokohama. Mit Yokohama feierte er 2019 und 2022 die japanische Fußballmeisterschaft. Am 11. Februar 2023 gewann er mit den Marinos den Supercup. Das Spiel gegen den Pokalsieger Ventforet Kofu wurde mit 2:1 gewonnen. 2023 feierte er mit den Marinos die Vizemeisterschaft. Nach 145 Ligaspielen wechselte er im Januar 2025 zu den ebenfalls in der ersten Liga spielenden Cerezo Osaka.

### Nationalmannschaft
Shinnosuke Hatanaka spielt seit 2019 für die japanische Fußballnationalmannschaft. Sein Länderspieldebüt gab er am 26. März 2019 in einem Freundschaftsspiel gegen Bolivien im Noevir Stadium Kobe.

## Erfolge
Yokohama F. Marinos
- Japanischer Meister: 2019, 2022
- Japanischer Vizemeister: 2023
- Japanischer Ligapokalfinalist: 2018
- Japanischer Supercup-Sieger: 2023